# Carlo Marchionni

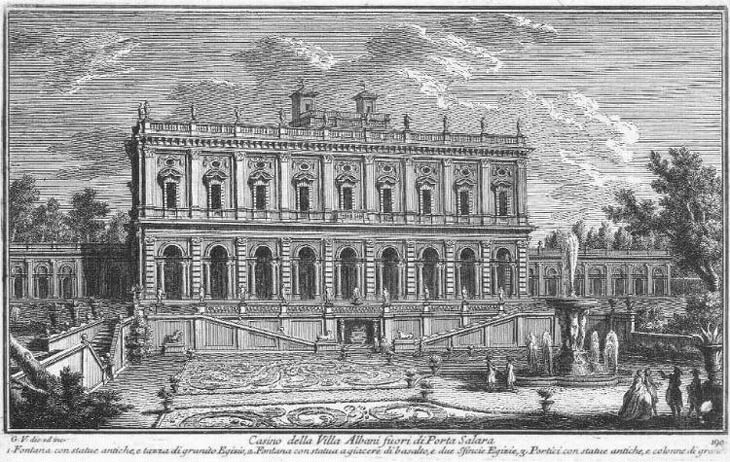
Frente al jardín de la Villa Albani, grabado por Giuseppe Vasi.

Carlo Marchionni (10 de febrero de 1702-28 de julio de 1786) fue un arquitecto italiano. También fue escultor y dibujante virtuoso, que se mezcló en los círculos artísticos e intelectuales. Nació y murió en Roma.

## Biografía
La carrera inicial de Marchionni fue fomentada por su amigo de toda la vida, el cardenal Alessandro Albani, un gran coleccionista de antigüedades. Su estilo maduro exhibe un repertorio idiomático ricamente detallado en la cúspide del barroco tardío y el neoclasicismo que puede compararse con el estilo similar de sus contemporáneos italianos Alessandro Galilei, Ferdinando Fuga o Vanvitelli, o incluso con su contemporáneo francés, Ange-Jacques Gabriel. quien diseñó el (Pequeño Trianon)
La formación más temprana de Marchionni fue la de escultor. Estudió arquitectura en la Accademia di San Luca de Roma, como alumno de Filippo Barigioni, que favorecía el estilo elaborado de Borromini. En 1728, Marchionni llamó la atención de Albani tras ganar el primer premio en el Concorso Clementino de la Academia. El estilo de influencia borrominiana de Marchionni es identificable en los primeros trabajos de Marchionni (1728) para la villa del cardenal Albani en Anzio y en el retiro papal de Castel Gandolfo.
Marchionni ayudó a restaurar y reconstruir el coro de San Giovanni in Laterano junto con Giovanni Battista Piranesi, conocido por sus grabados de ruinas romanas. El enfoque pintoresco de Piranesi sobre la antigüedad romana probablemente influyó en el estilo de Marchionni. Sin embargo, la obra madura de Marchionni, como Villa Albani (1746-1763), expresa el clasicismo decorativo cortesano del círculo de su mecenas, que incluía al neoclasicista Winckelmann, conservador de las antigüedades de Albani. Tras la muerte de Nicola Salvi en 1751, Marchionni ayudó a diseñar la fachada del jardín de la Villa (ilustración de la derecha), sin énfasis central ni pabellones extremos, una única secuencia de vanos definida por un orden de pilastras corintias que se apoyan en pilastras rústicas de una arcada con aberturas en forma de arco "palladiano". Toda la fachada está coronada por una balaustrada corrida que acentúa su linealidad. Las balaustradas y los jarrones de piedra de los jardines deben ser de diseños de Marchionni (Gatta).
Marchionni fue nombrado arquitecto papal y supervisor de las obras de la basílica de San Pedro por el Papa Benedicto XIV. En 1766, el Papa encargó a Marchionni que reconstruyera la fachada de entrada del Museo Profano, la colección papal de antigüedades expuesta originalmente por Bramante en la Braccia Nuova del Vaticano, a lo largo de un lado del Cortile del Belvedere.
Dos encargos del Papa Pío VI constituyeron los últimos proyectos romanos oficiales de Marchionni. Uno fue la nueva sacristía de San Pedro (1776-1784), que había sido proyectada por el pontífice anterior, quien demolió el mausoleo dedicado a la Virgen de las Fiebres que se encontraba en su sitio. El proyecto fue precedido por un concurso público. El lienzo conmemorativo de Giovanni Domenico Porta de 1776 (ahora en el Palacio Braschi) muestra al Papa Pío presentando dos grandes hojas que representan un plano y un alzado, que están abiertos sobre una mesa cubierta. Sin embargo, los planos del cuadro se identifican a partir de una detallada descripción contemporánea como los presentados por Giuseppe Subleyras, mientras que en el grabado de Camillo Tinti (1780), se han sustituido los planos de Marchionni, y la sacristía a medio construir, completa hasta el primer piso, aparece en la vista de fondo (grabado encontrado en el Palacio Braschi). La imponente Sacristía, un edificio independiente del tamaño de una iglesia, se sitúa en el ángulo del crucero izquierdo. Se compone de la Sagrestia Comune octogonal, la Sacristía de los Canónigos y la Sala del Capítulo. Está conectada a la basílica por galerías elevadas en las que Marchionni insertó fragmentos de bajorrelieves romanos.
Marchionni también diseñó el mobiliario de las iglesias, como el altar mayor y el rico tabernáculo de Santa Caterina a Magnanapoli (1787). El cardenal Albani encargó a Marchionni el monumento funerario (1737-39) situado en Santa Maria sobre Minerva, con la escultura de su frecuente colaborador Pietro Bracci, para honrar al papa Benedicto XIII. La contribución de Marchionni se limitó a un bajorrelieve pictórico en el sarcófago, y cabe preguntarse cuánta de la escultura romana atribuida a su diseño fue de su mano: La estatuaria (1741) para la fachada de Santa Maria Maggiore; Benedicto XIV (1743) para la Basílica de la Santa Cruz de Jerusalén; San Ignacio de Loyola (1748) para S Apollinare; y bustos de mecenas (hacia 1745) para la Congregación para la Evangelización de los Pueblos. Fuera de Roma se le atribuyen relieves con escenas de la Vida de la Virgen (1747) para la capilla de San Juan Bautista, Sao Roch, Lisboa, y para la capilla de la Madonna del Voto (1748) en el Duomo de Siena y el monumento funerario (1747) del cardenal Giacomo Millo en San Crisogono en Roma.
Fuera de Roma, el cardenal Albani le encargó una fachada para la colegiata de Nettuno (1734). Recibió encargos papales para las iglesias de San Domenico en Ancona (desde 1763) y Santa Maddalena de Cassinessi en Messina (desde 1765). Como ingeniero, fue responsable de los trabajos en el puerto de Ancona supervisados por Luigi Vanvitelli.
A lo largo de su carrera se recurrió a su talento escenográfico para las decoraciones temporales necesarias para los actos públicos, que se documentan en dibujos preparatorios o de presentación, algunos de los cuales, como una canonización en Santa Maria sobre Minerva en 1746, sólo han sido reconocidos como de Marchionni en los últimos años. Dibujos similares de Marchionni se encuentran en el Museo Nacional de Diseño Cooper-Hewitt de Nueva York.
No todos los dibujos de Marchionni son diseños arquitectónicos. Dos álbumes de sus dibujos fueron adquiridos por el Louvre.
Marchioni se convirtió en príncipe o director de la Accademia di San Luca a partir de 1775.